# Alhaurín de la Torre
Alhaurín de la Torre là một đô thị trong tỉnh Málaga, cộng đồng tự trị Andalusia Tây Ban Nha. Đô thị này có diện tích là 82 ki-lô-mét vuông, dân số năm 2009 là 31.114 người với mật độ 428,22 người/km². Đô thị này có cự ly 18 km so với tỉnh lỵ Málaga.